# Montmagny-L'Islet
Ne doit pas être confondu avec Montmagny—L'Islet.
Circonscription électorale provinciale du Canada
Montmagny-L'Islet est une ancienne circonscription électorale provinciale du Québec située dans la région de Chaudière-Appalaches.

## Historique
La circonscription de Montmagny-L'Islet a été créée en 1972 du district précédent de Montmagny et d'une partie de celui de L'Islet. Le territoire restera identique jusqu'à 2012.
Avec la révision de la carte électorale de 2012, Montmagny-L'Islet est rattachée avec la nouvelle circonscription de la Côte-du-Sud.

## Territoire et limites
Montmagny-L'Islet couvre le territoire des municipalités suivantes :
- Berthier-sur-Mer
- Cap-Saint-Ignace
- Lac-Frontière
- L'Islet
- Montmagny
- Notre-Dame-du-Rosaire
- Saint-Adalbert
- Saint-Antoine-de-l'Isle-aux-Grues
- Saint-Aubert
- Saint-Cyrille-de-Lessard
- Saint-Damase-de-L'Islet
- Sainte-Apolline-de-Patton
- Sainte-Euphémie-sur-Rivière-du-Sud
- Sainte-Félicité
- Sainte-Lucie-de-Beauregard
- Sainte-Perpétue
- Saint-Fabien-de-Panet
- Saint-François-de-la-Rivière-du-Sud
- Saint-Jean-Port-Joli
- Saint-Just-de-Bretenières
- Saint-Marcel
- Saint-Omer
- Saint-Pamphile
- Saint-Paul-de-Montminy
- Saint-Pierre-de-la-Rivière-du-Sud
- Tourville

## Liste des députés
| Législature                                        | Années    | Député        | Député          | Parti               |
| -------------------------------------------------- | --------- | ------------- | --------------- | ------------------- |
| Montmagny-L'Islet Précédée de Montmagny et L'Islet |           |               |                 |                     |
| 30e                                                | 1973–1976 |               | Julien Giasson  | Libéral             |
| 31e                                                | 1976–1981 |               | Julien Giasson  | Libéral             |
| 32e                                                | 1981–1985 |               | Jacques Leblanc | Parti québécois     |
| 33e                                                | 1985–1989 |               | Réal Gauvin     | Libéral             |
| 34e                                                | 1989–1994 |               | Réal Gauvin     | Libéral             |
| 35e                                                | 1994–1998 |               | Réal Gauvin     | Libéral             |
| 36e                                                | 1998–2003 |               | Réal Gauvin     | Libéral             |
| 37e                                                | 2003–2007 | Norbert Morin |                 | Libéral             |
| 38e                                                | 2007–2008 |               | Claude Roy      | Action démocratique |
| 39e                                                | 2008–2012 |               | Norbert Morin   | Libéral             |
| Dissoute dans Côte-du-Sud                          |           |               |                 |                     |

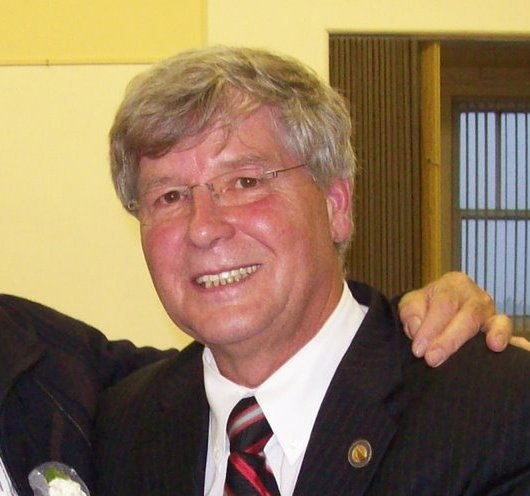
Norbert Morin est député de Montmagny-L'Islet de 2003 à 2007 puis de 2008 à 2012 pour le Parti libéral du Québec.

## Référendums
|  | Référendum                     | % du OUI | % du NON | Taux de participation |
|  | Référendum de 1980             | 38,08 %  | 61,92 %  | 83,63 %               |
|  | Accord de Charlottetown (1992) | 42,17 %  | 57,83 %  | 74,73 %               |
|  | Référendum de 1995             | 44,89 %  | 55,11 %  | 88,31 %               |